# 铭功路街道
铭功路街道，是中华人民共和国河南省郑州市二七区下辖的一个乡镇级行政单位。

## 行政区划
铭功路街道下辖以下地区：
东陈庄后街社区、解放路社区、西陈庄前街社区、西陈庄后街社区、二道街社区和西彩社区。